# Roberto Iras Baldessari
Roberto Marcello Baldessari (Innsbruck, 23 marzo 1894 – Roma, 22 giugno 1965) è stato un pittore e incisore italiano.
Allievo di Luigi Comel presso la Scuola Reale Elisabettina di Rovereto, completa gli studi all'Accademia di belle arti di Venezia, dove entra in contatto con gli artisti di Ca' Pesaro. Trasferitosi a Firenze nel 1915, aderisce al futurismo e frequenta il gruppo di artisti del caffè Le Giubbe Rosse, collaborando inoltre con le riviste L'Italia futurista e Roma futurista.

Nei primi anni Venti soggiorna in Europa centrale, dove sperimenta con opere di stampo dadaista e astrattista. Si stabilisce quindi a Roma dove si dedica principalmente all'incisione e alla pittura di paesaggio.
Negli anni Trenta compie un nuovo viaggio in Europa partecipando a numerose mostre internazionali. Dopo un breve ritorno al futurismo che culmina nella partecipazione alla XIX Biennale di Venezia e alla Mostra di aeropittura di Filippo Tommaso Marinetti del 1934, si stabilisce definitivamente a Rovereto dove realizza incisioni e affreschi.

## Biografia
Roberto Marcello Baldessari nasce a Innsbruck il 23 marzo 1894. Poco dopo la famiglia lascia la città a causa dei moti anti-italiani e si trasferisce a Rovereto.

Il padre acquista il Caffè Accademia, fulcro d'incontro per irredentisti, dove all'età di dieci anni Baldessari inizia a disegnare gli avventori del caffè. Nel 1908 Luigi Comel, professore della Scuola Reale Elisabettina, convince suo padre ad iscriverlo all'Accademia di belle arti di Venezia. Baldessari resta a Venezia sette anni, dal 1908 al 1914. Qui ha come insegnanti Guglielmo Ciardi ed Emanuele Brugnoli e conosce numerosi artisti del gruppo di Ca' Pesaro, fra cui Umberto Moggioli, Lucillo Grassi, Tullio Garbari, Gino Rossi, Arturo Martini, Ugo Valeri e il critico Nino Barbantini. Nel 1914 si diploma e vince il Premio Scala per il paesaggio. In questo periodo aderisce al futurismo e realizza i primi quadri sperimentali.
Nel 1915 si trasferisce con la famiglia a Firenze, dove si iscrive alla Scuola professionale di arti decorative e industriali di Santa Croce. Qui inizia anche a frequentare il caffè Le Giubbe Rosse dove conosce i futuristi fiorentini, in particolare Primo Conti, Achille Lega, Emilio Notte, Ottone Rosai, Emilio Settimelli, Ardengo Soffici e Lucio Venna. In questo periodo Baldessari sviluppa il proprio stile futurista, prendendo come modello il metodo analitico di Umberto Boccioni in contrapposizione con quello analogico di Giacomo Balla e Fortunato Depero. Nel 1916 fa un viaggio a Milano dove conosce Filippo Tommaso Marinetti e altri futuristi lombardi, e in seguito è ospite di Nino Pasi a Lugo, dove partecipa all'Esposizione d'arte. Comincia inoltre a collaborare alle riviste L'Italia futurista e Roma futurista. Nel 1918 si reca nuovamente a Milano, dove partecipa ad una mostra collettiva presso il Palazzo della Permanente. L'anno seguente partecipa con 14 dipinti all'Esposizione nazionale futurista a Palazzo Cova a Milano.
Fra il 1920 e il 1925 Baldessari soggiorna in Europa centrale: a Berlino incontra i pittori tedeschi Max Liebermann e Max Beckmann, lo scultore ucraino Alexander Archipenko e il direttore di Der Sturm Herwarth Walden, ad Hannover Justus Bier, Kurt Schwitters e Friedrick Vordemberge-Gildewart. Nel 1921 partecipa alla mostra futurista di Parigi. Negli anni seguenti soggiorna in Francia e in Spagna, e per distinguersi dall'architetto Luciano Baldessari adotta il nome "Iras". Nel 1923-1924 espande i propri orizzonti artistici al dadaismo e all'astrattismo, le sue sperimentazioni non sono però comprese in Italia. Decide quindi di dedicarsi alla pittura di paesaggio e all'incisione, in particolare acqueforti. Nel 1925 torna in Italia e l'anno seguente realizza un'esposizione personale presso la Casa d'arte Bragaglia di Roma. Dal 1926 al 1930 vive a Roma, dove realizza le Puntesecche romane, le Litografie romane e i Disegni romani.
Dal 1930 al 1935 Baldessari viaggia nuovamente per l'Europa, in particolare in Svizzera, Germania e Francia. Espone a Zurigo, Amburgo, Berlino, Parigi e nel 1934 partecipa alla sezione futurista della Biennale d'arte di Venezia. Nello stesso anno partecipa anche alla Mostra di aeropittura italiana voluta da Filippo Tommaso Marinetti. Abbandona però molto presto questo ritorno al futurismo per dedicarsi nuovamente alle incisioni e agli affreschi. Nel 1939 partecipa alla Mostra d'Oltremare di Napoli e l'anno seguente si stabilisce definitivamente a Rovereto. Nel ottobre-novembre 1940 partecipa alla IX mostra del Sindacato fascista belle arti a Bolzano con un ritratto, eseguito assieme a Lucillo Grassi, di Italo Balbo, ottenendo il terzo premio nella categoria delle opere che esaltavano l'"era di Mussolini". Nel 1957 è pubblicata da Rinaldo Corti la prima monografia sull'opera di Baldessari, che si concentra sul periodo futurista. Nel 1958 è incluso negli Archivi del Futurismo di Maria Drudi Gambillo e Teresa Fiori. Nel 1962 esce la monografia di Riccardo Maroni Roberto Iras Baldessari. Pittore e incisore, contenente note autobiografiche dell'artista. Nello stesso anno realizza una grande mostra personale presso la Galleria Toninelli di Milano. Il 22 giugno 1965 muore per collasso cardiaco a Roma.
Uno dei massimi studiosi di Baldessari è lo storico dell'arte Maurizio Scudiero, che ha elaborato un Catalogo ragionato delle opere futuriste dell'artista e ha curato la retrospettiva R.M. Baldessari. Opere futuriste presso la Galleria Fonte d'Abisso di Milano nel 1997. Nel 2011 è invece la Casa d'arte futurista Depero di Rovereto a dedicare all'artista la mostra Roberto Iras Baldessari. Depositi e acquisizioni al Mart.

## Mostre personali
- Casa d'arte Bragaglia, Roma, Italia, 1926
- Kunst-Salon Orell-Füssli Hof, Zurigo, Svizzera, 1930
- Galerie M. Kunde, Amburgo, Germania, 1931
- Galerije J. Nickert, L'Aja, Paesi Bassi, 1931
- Galerie Moos, Karlsruhe, Germania, 1932
- Kunstverein, Baden-Baden, Germania, 1932
- Galleria Pesaro, Milano, Italia, 1935
- Casa d'Arte Iva, Trento, Italia, 1936
- Galleria Bragaglia Fuori Commercio, Roma, Italia, 1940
- Galleria Prevosti, Varese, Italia, 1947
- Galleria Delfino, Rovereto, Italia, 1947
- Camera di Commercio, Trento, Italia, 1959
- Galleria Il Prisma, Milano, Italia, 1961

- Galleria del Girasole, Udine, Italia, 1964
- Pinacoteca civica, Rovereto, Italia, 1964
- Galleria L'Argentario, Trento, Italia, 1965
- Centro culturale Fratelli Bronzetti, Trento, Italia, 1966
- Saloni dell'Artigianato, Rovereto, Italia, 1967
- Galleria L'Argentario, Trento, Italia, 1968
- Palazzo Piamarta, Rovereto, Italia, 1982
- Galleria Dusatti, Rovereto, Italia, 1996
- Galleria Spazio Arte, Rovereto, Italia, 1996
- Galleria Il Cenacolo, Trento, Italia, 1996
- Galleria Fonte d'Abisso, Milano, Italia, 1997
- Galleria Spazio Arte, Rovereto, Italia, 2000
- Casa d'arte futurista Depero, Rovereto, Italia, 2011